# جابر محمد الهاجري
جابر محمد الهاجري - كاتب صحفي كويتي.
يكتب زاوية سياسية في جريدة القبس الكويتيية من عام 2001 - كتب أول مقال في عام 1987 بجريدة الوطن. في اواخر عام 1991 عمل محررا في جريدة السياسة. عام 1993الى 1994 كتب في جريدة الوطن مجددا. من عام 1995 لغاية 2001 عمل كاتب مقال في جريدة الأنباء ومشرفا لتحرير مجلة الوجاهة من 1997 لغاية 2001. تم اختياره عام 2007 مستشارا لمجلس إدارة جمعية الصحافيين الكويتيية واستقال في عام2008. يكتب زاويته في القبس يومي الأحد والأربعاء وتحمل اسم نقطة حبر. يميل لليبرالية السياسية ويعتبر من الكتاب الوطنيين المناهضين للفئوية بكل أشكالها.